# Txunamy Ortiz
Txunamy Ortiz (California, Estados Unidos, 23 de marzo de 2009) es una actriz, celebridad de Internet y modelo estadounidense.
Después de hacerse famosa en las redes sociales consiguió papeles como actriz en series web como Mani y Chicken Girls.

## Biografía y carrera

### Vida personal
De origen filipino, Txunamy Ortiz nació el 23 de marzo de 2009 en Perris, California. Sus padres se llaman Esthalla y Diezel (más conocido como Sdiezzel). Tiene 4 hermanos pequeños llamados Diezel, Solage, Ranger y Ocean.

### Inicios
En diciembre de 2014 se unió a Instagram donde empezó a publicar fotografías relacionadas con la moda. Poco después se unió a Youtube con su canal familiar llamado Familia Diamond y al desaparecido musical.ly. Ha conseguido más de 10 millones de seguidores en total .

### Carrera como actriz
Su primer trabajo como actriz fue en la serie web Mani de la cadena Brat TV interpretando a Brittany. La serie se emitió en Youtube desde el 2017 hasta el 2022 y contó con un reparto de famosas estrellas de las redes sociales como Piper Rockelle, Hayley Le Blanc y Coco Quinn además de actrices como Mia Talerico.
Después tuvo más papeles en series web como Chicken Girls donde también interpretó a Brittany, o, Love XO una serie web de Youtube que se dedica a publicar episodios con distintas enseñanzas.

## Filmografía

### Cine
| Año  | Título                  | Personaje | Director |
| ---- | ----------------------- | --------- | -------- |
| 2024 | Cottom Candy Bubble Gum | TBA       | J Pinder |

### Televisión
| Año         | Título              | Personaje                             | Notas        |
| ----------- | ------------------- | ------------------------------------- | ------------ |
| 2017 - 2022 | Mani                | Brittany                              | 45 episodios |
| 2018        | Baby Doll Records   | Ella misma                            | 1 episodio   |
| 2018-2021   | Chicken Girls       | Brittany Alvarez                      | 22 episodios |
| 2021        | Roman to the Rescue | Ella misma                            | 1 episodio   |
| 2022        | Love XO             | 1 personaje distinto en cada episodio | 14 episodios |
| 2022        | Class of 1970       | Ella Emerson                          | 9 episodios  |
| 2022        | The Bay             | Hannah                                | 1 episodio   |
| 2023        | Romancero           | Cornelia (voz en la versión inglés)   | 6 episodios  |
| 2023        | Sugar               | Patricia                              | 4 episodios  |